# Tomanivi
Tomanivi, vroeger Mount Victoria genoemd, is een uitgedoofde vulkaan die zich bevindt in het noorden van het eiland Viti Levu, het grootste eiland van Fiji. De berg is met een hoogte van 1.324 meter ook het hoogste punt van Fiji.